# Nodule de Lisch

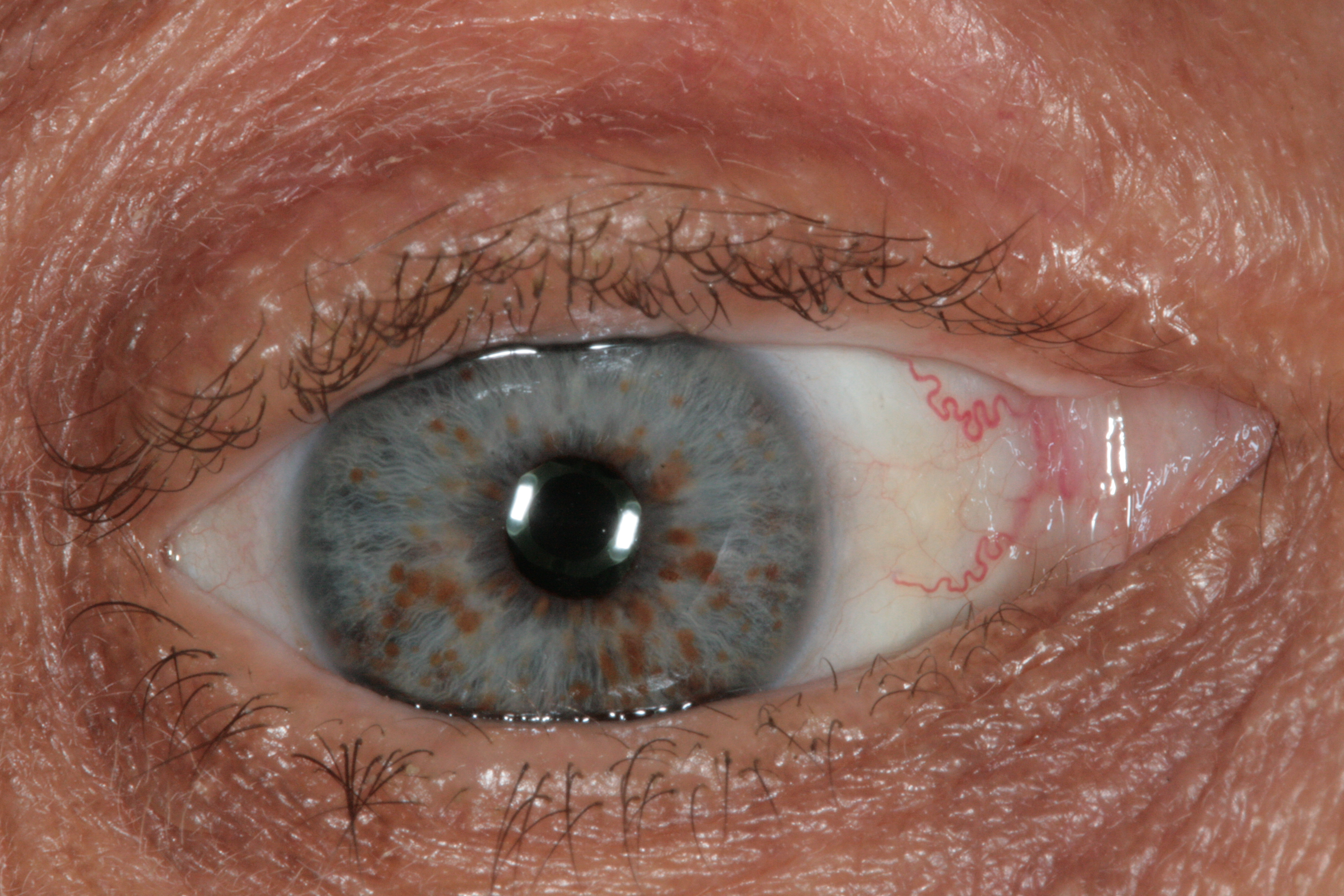
Nodules de Lisch sur un iris bleu.

Les nodules de Lisch sont de petites tumeurs colorées situées dans l'iris. 
Difficile à voir à l'œil nu, elles s'observent facilement à l'aide d'une lampe à fente. 
Ces nodules n'entraînent aucun trouble de la vision de l'œil. Ils sont présents chez 90 % des adultes atteints de neurofibromatose de type 1. 
Histologiquement, le nodule de Lisch est un hamartome.